# 文化政策・まちづくり大学院大学
文化政策・まちづくり大学院大学（ぶんかせいさく・まちづくりだいがくいんだいがく）は、学校法人文化政策・まちづくり大学院により2009年に京都府京都市に開学を予定していた大学院大学。定員は25人。

## 概要
文化政策学などの通信教育を行う予定であったが、文部科学省による認可が下りなかった。学校法人文化政策・まちづくり大学院は2015年から一般社団法人文化政策・まちづくり大学校となり、私塾を運営している。